# Carlos Alberto Oliva Castillo
Carlos Alberto Oliva Castillo alias La Rana (spanisch für Der Frosch; * 1974) ist ein mutmaßlicher mexikanischer Verbrecher. 

## Leben
Laut Angaben der Staatsanwaltschaft soll er für die Aktivitäten der Zetas in den Bundesstaaten Coahuila, Nuevo León und Tamaulipas verantwortlich und ein enger Vertrauter des Kartellchefs Heriberto Lazcano gewesen sein.
Castillo soll, laut Staatsanwaltschaft, den Brandanschlag auf das Casino Royale in Monterrey 2011 befohlen haben, bei dem 52 Menschen ums Leben kamen.
Castillo wurde am 13. Oktober 2011 in Saltillo im Bundesstaat Coahuila festgenommen. Dabei wurden ein Zivilist getötet und acht Personen, darunter drei Polizisten, verletzt.